# Église Saints-Pierre-et-Paul de Petersburg
Pour les articles homonymes, voir Église Saints-Pierre-et-Paul.
L'église Saints-Pierre-et-Paul (Saints Peter and Paul Church) est une église paroissiale de l'archidiocèse de Dubuque aux États-Unis, dans l'Iowa. Elle se trouve dans le comté de Delaware à Petersburg. Elle est inscrite au registre national des lieux historiques en 1995. L'église est dédiée aux saints apôtres Pierre et Paul.

## Histoire
Une première église est construite en 1868 en pierre calcaire. L'église actuelle date de 1906. Elle est bâtie en pierre de taille de Stone City, dans le style néo-gothique, selon les plans d'un architecte de Dubuque du nom de Martin Heer, d'origine allemande, et selon la commande en 1903 du curé de l'époque, William B. Sassen in 1903. Les autels et les confessionnaux sont l'œuvre de la Hackner Altar Company de La Crosse. Le maître-autel de bois délicatement sculpté possède des panneaux de bois foncé incrustés de plaques à la feuille d'or. Les fresques murales intérieures sont de Joseph Walters de Dubuque. Les vitraux ont été commandés à Münster en Allemagne auprès de l'atelier de Victor von der Frost. L'église a coûté 85 000 dollars. L'orgue de tribune est issu de la maison Tellers Organ Company d'Érié en 1939. En plus de l'église, le complexe architectural de la paroisse comprend aussi le presbytère (1917) et l'école paroissiale de style Art déco.

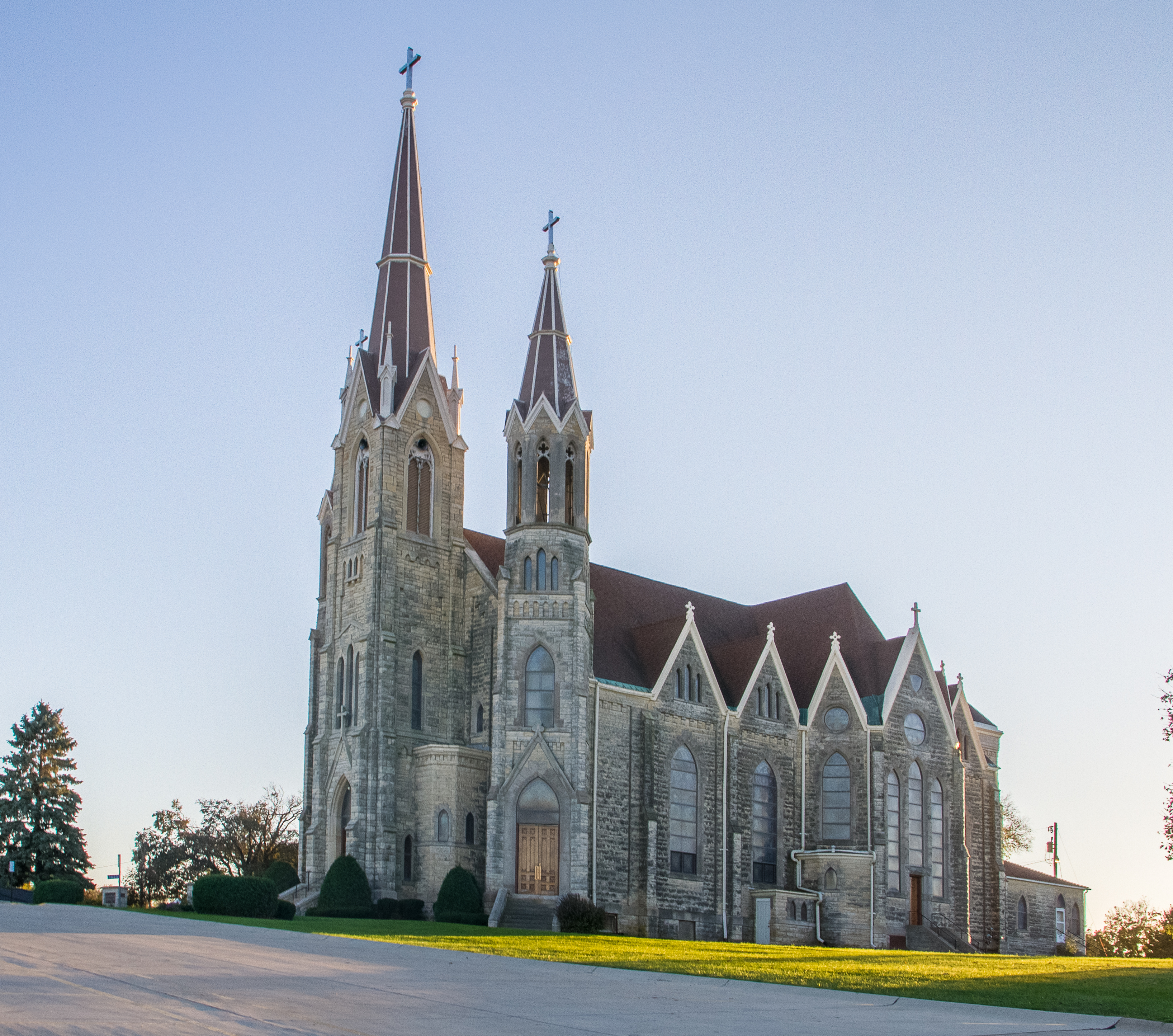
Vue,du nord
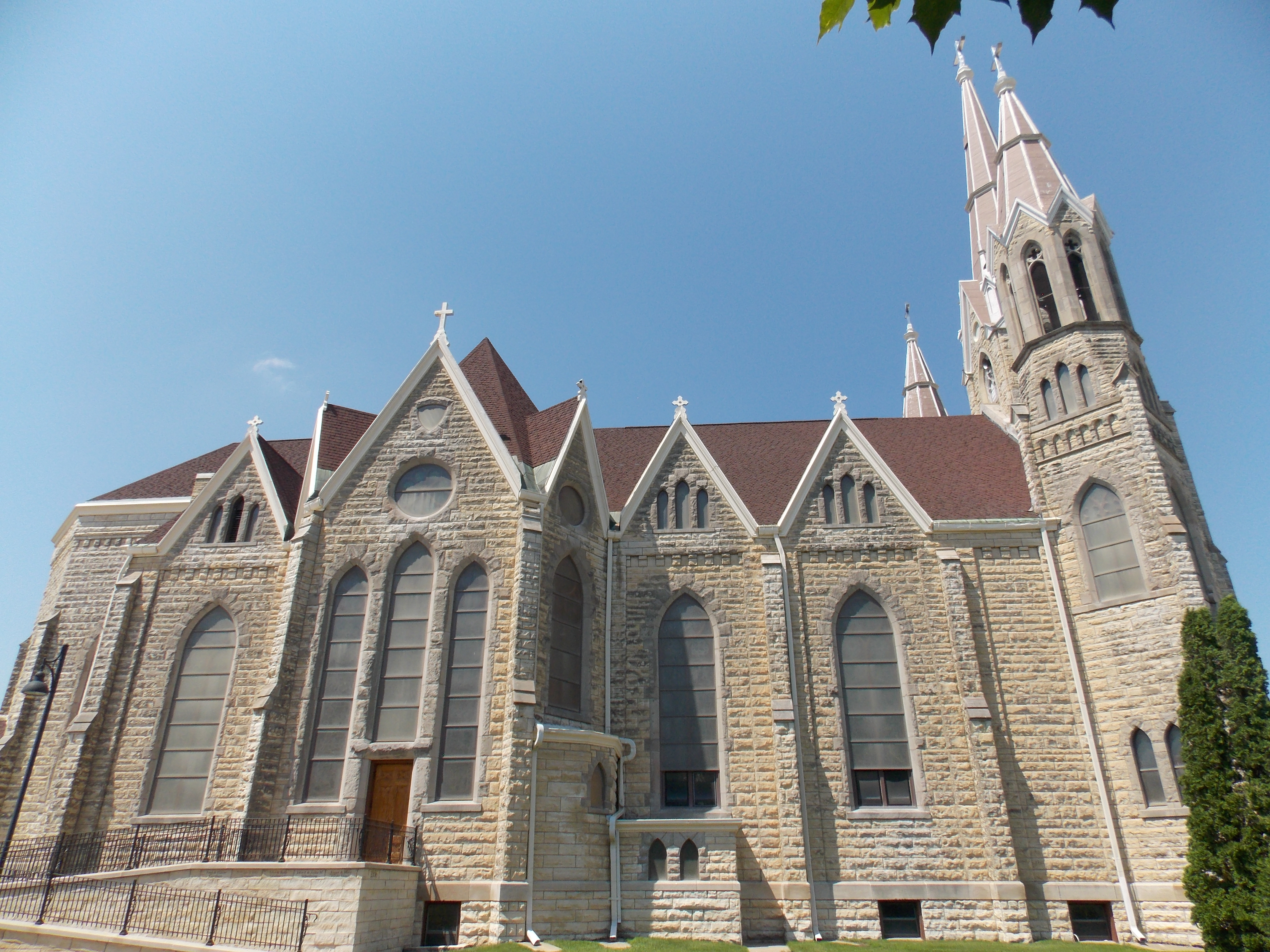
Vue de côté
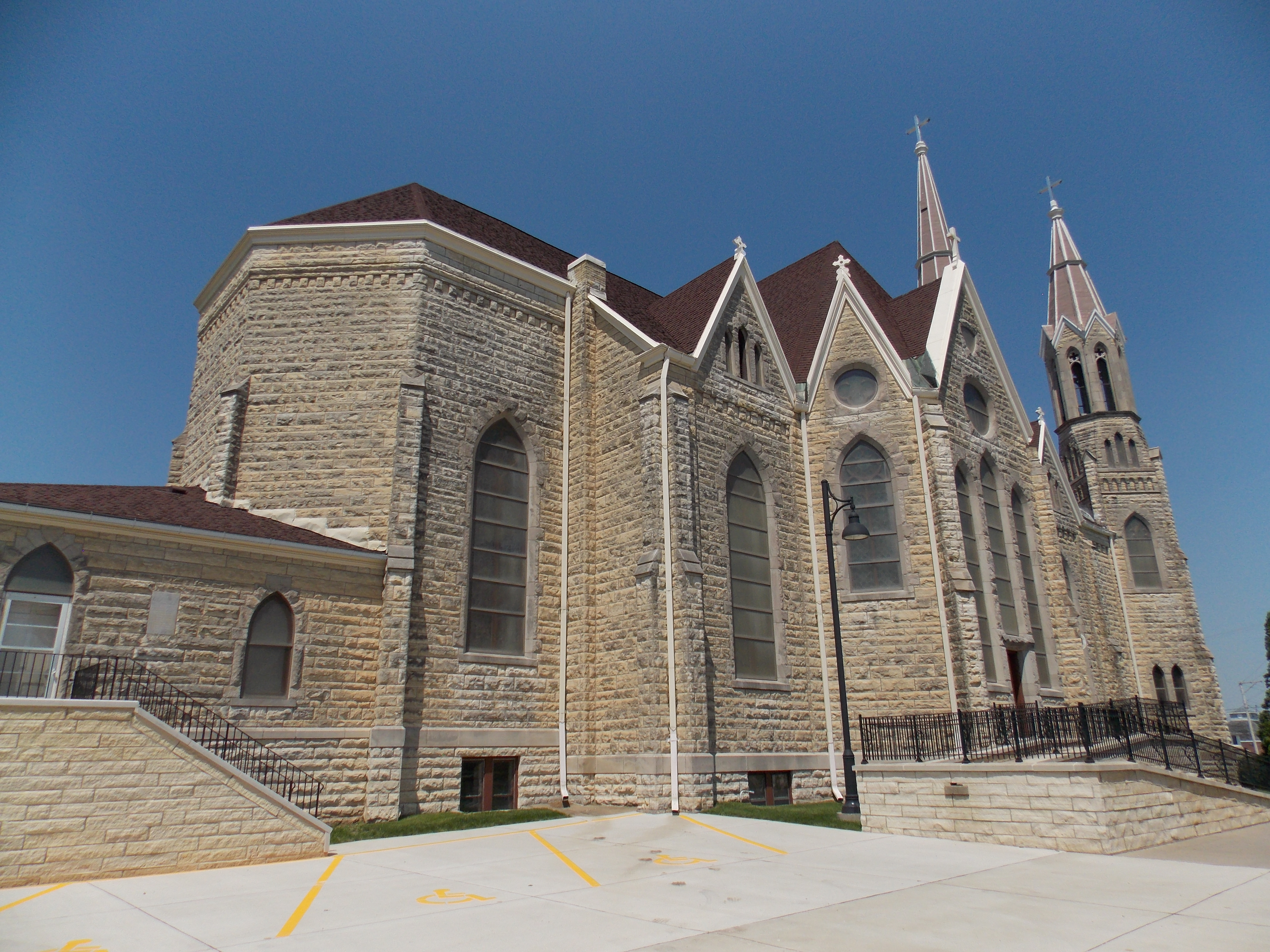
Vue arrière
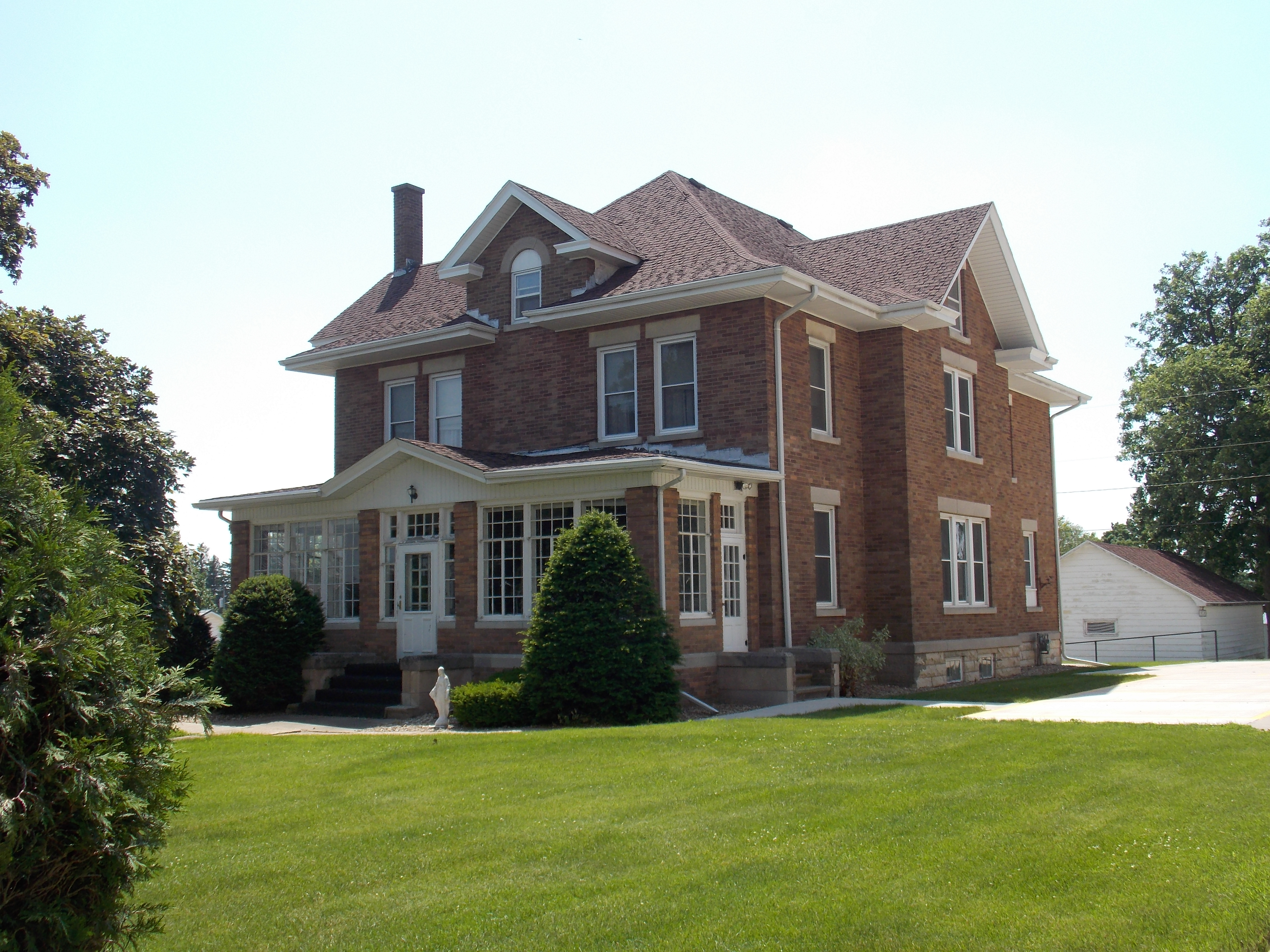
Presbytère
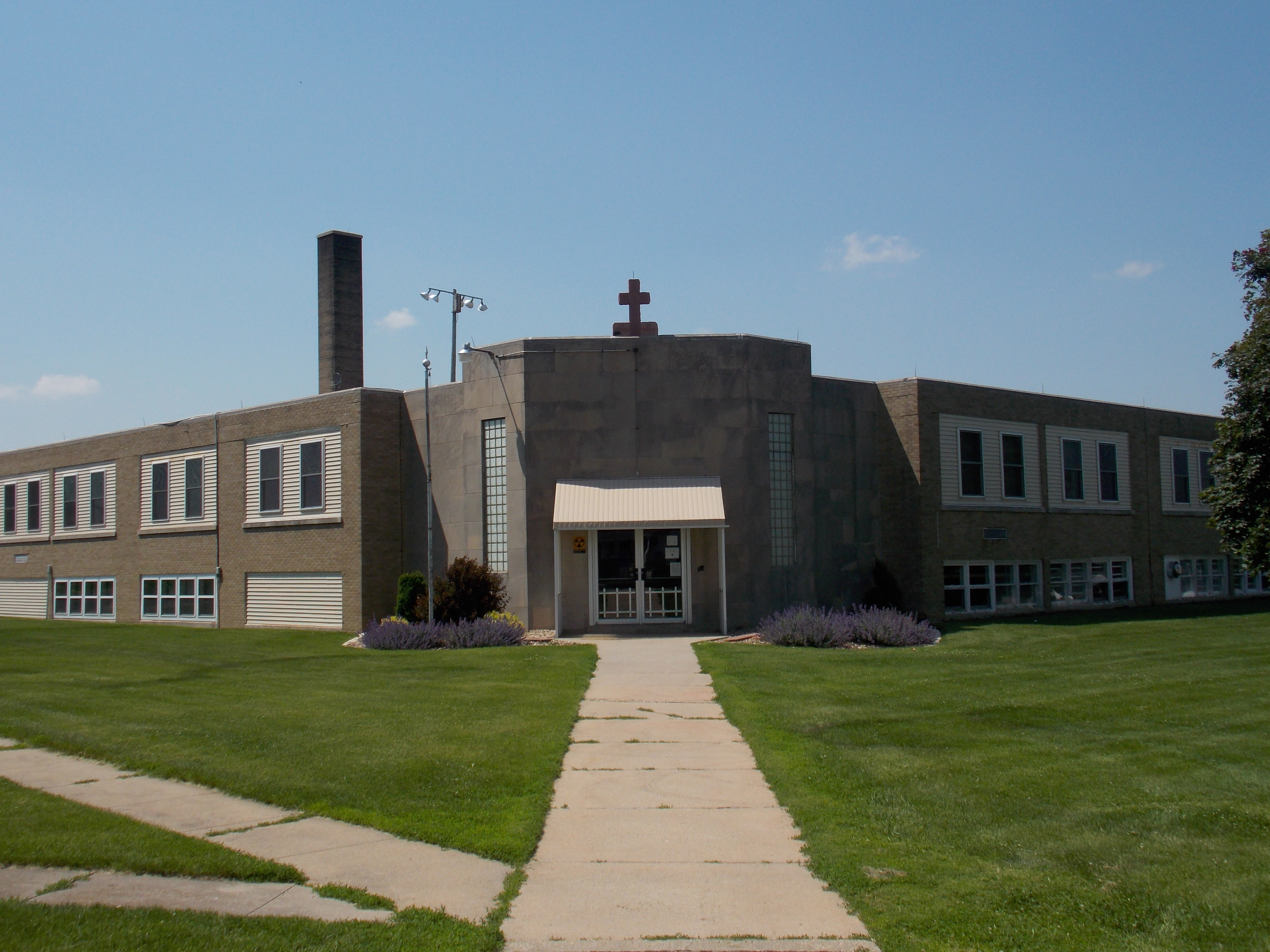
École

## Architecture
L'église est, de loin, la structure dominante du village de Petersburg. L'église en forme de croix latine mesure 46 m X 16 m  et 23 m de largeur au transept. La haute tour centrale et sa flèche au-dessus de la façade s'élèvent à 145 pieds (44,196 m). La tour est flanquée de deux tours de 120 pieds (36,576 m) aux angles de la façade. Six baies éclairent les côtés, y compris le transept et les tours. Chaque baie présente une fenêtre à lancette sous trois petites fenêtres à lancette dans un mur au-dessus en lucarne. Une petite rosace les remplace pour le transept. L'abside est de forme polygonale contre une sacristie rectangulaire.